# Ducado da Suábia

O Ducado da Suábia, em 1004.

O Ducado da Suábia (chamado até 1079 como Ducado de Alamania) foi uma entidade política da Europa central criada em 915, após a reforma dos condados do reino da Frância Oriental. Estendia-se desde a cordilheira de Vosges até o rio Lech e a cidade italiana de Chiavenna. 
Com a morte sem herdeiros do duque Conrado IV da Suábia em 1268, a linhagem da Hohenstaufen foi extinta, e o Ducado da Suábia se desintegrou em vários condados, cidades e abadias livres, das quais a maioria existia uma série de mediatizações e secularizações territorial do Sacro Império Romano-Germânico, conhecida por Mediatização Alemã.